# Manuel Alonso (pintor)
Manuel Alonso fue un pintor español.
Natural de Sevilla, fue discípulo de la Escuela de Bellas Artes de dicha ciudad.
En la Exposición Nacional de Bellas Artes celebrada en Madrid en 1858 presentó Un alma justa conducida al cielo por un ángel y los retratos de su madre y hermana.
Ese mismo año en Cádiz y dos años antes logró el aplauso de los aficionados con sus obras.